# Raffaele Campelli
Raffaele Campelli (Belforte del Chienti, 19 agosto 1887 – Cagli, 1º febbraio 1982) è stato un vescovo cattolico italiano.

## Biografia
Entra nel seminario arcivescovile di Camerino nel 1889. Il 25 luglio 1911 è ordinato sacerdote e poco dopo parte per la Libia: unico sacerdote tra le forze combattenti in prima linea.
Rientrato nella città di Camerino è nominato mansionario della cattedrale. In quegli anni insegna lettere ed è padre spirituale nel seminario nonché assistente di Azione Cattolica tra gli operai del "Circolo San Venanzio".
Il 15 maggio 1915 parte volontario quale tenente cappellano della Terza Armata.
A Fiume nel 1918 svolge la sua opera tra le truppe internazionali, quale interprete di tedesco, francese, inglese e spagnolo. Compie così (tenendo conto anche del periodo di leva) undici anni di vita militare.
Quando rientra in diocesi nel 1919 diviene parroco a Maddalena e Valdiea e nel 1922 riceve l'incarico di parroco di Pievebovigliana.
La nomina a vescovo di Cagli e Pergola gli giunge l'8 agosto 1939 ed il 1º ottobre di quell'anno riceve la consacrazione episcopale nella chiesa parrocchiale di Pievebovigliana.
L'ingresso nella diocesi di Cagli avviene nel giorno dell'Immacolata: l'8 dicembre 1939. Il 27 dicembre compie l'ingresso nella diocesi di Pergola.
Sono da ricordare e ascrivere al suo merito: il congresso catechistico del 1941; lo statuto per le congregazioni parrocchiali della dottrina cristiana; l'interessamento presso il comando bellico tedesco per la liberazione degli ostaggi (1939-1945); l'impegno per l'Azione cattolica diocesana e per i ritiri di perseveranza per gli uomini; la "Peregrinatio Mariae" diocesana nel 1948-49; la celebrazione e promulgazione del sinodo diocesano concluso nel 1949 (il precedente sinodo era stato tenuto a Cagli nel 1708 durante l'episcopato di Benedetto Luperti).
Prende inoltre parte attiva al Concilio Vaticano II.
È un vescovo molto amato dal clero e dai fedeli per la sua bontà, umiltà, pietà e per la sua instancabile attività pastorale.
Regge l'incarico di ordinario diocesano fino all'ottobre del 1966, anno in cui per motivi di salute è sollevato dal governo delle diocesi conservando però il titolo di vescovo di Cagli e Pergola.
Il 15 gennaio 1977 rinuncia al governo pastorale delle due diocesi. Partecipa all'ultima manifestazione nella basilica cattedrale di Cagli il 30 settembre 1979, per celebrare il 40º del suo episcopato con l'intervento del vescovo diocesano Costanzo Micci e del clero delle due diocesi. Il 1º febbraio 1982 muore nel palazzo episcopale di Cagli ed il 3 febbraio si celebrano le esequie nella cattedrale di Cagli con sepoltura della salma nel cimitero cittadino. La traslazione nella tomba dei vescovi nella cattedrale di Cagli avviene qualche anno dopo.
Nel 1978 il comune di Cagli gli aveva conferito la cittadinanza onoraria.
A Pievebovigliana il museo civico è intitolato a Raffaele Campelli.

## Attività ed iniziative dell'episcopato
- 1-5 settembre 1941 - Congresso catechistico diocesano.
- settembre 1949 - Sinodo delle due diocesi di Cagli e Pergola.
- "Peregrinatio Mariae" a Cagli (1949) e a Pergola (1959) e susseguente "Visitatio Mariae" in tutte le parrocchie.
- 15 agosto 1954 - Incoronazione della Beata Vergine delle Grazie nella Cattedrale di Cagli dipinta da Arturo Gatti.
- 1959 - Congresso Eucaristico-liturgico a Cagli.
- 1961 - Congresso Eucaristico-liturgico a Pergola.
- Molteplici sacre missioni nelle varie parrocchie.
- Promozione dell'Opera dei ritiri di perseveranza, poi diffusasi per opera del gesuita P.G. Giuntoli anche in altre diocesi marchigiane.
- Diffusione capillare del settimanale La Voce.
- Istituzione di una Stazione missionaria di Padri Cappuccini a servizio di tutte le parrocchie.
- Festeggiamenti a Pergola per l'elevazione alla sacra porpora del cardinale Francesco Roberti (marzo 1959) e per la consacrazione episcopale di Ferdinando Baldelli, presidente della Pontificia Opera di Assistenza (novembre 1959).
- Sei visite pastorali nelle due diocesi.
- Visite annuali nelle scuole elementari di tutte le parrocchie.
- Partecipazione a tutte le sessioni del Concilio Vaticano II (1962-1965).

## Opere realizzate durante l'episcopato
- Restauro dell'abbazia di San Lorenzo in Campo, della Cattedrale di Cagli e del Seminario diocesano.
- Restauro della croce sulla vetta del Monte Catria (4 agosto 1963).
- Acquisto e sistemazione in Cagli del Palazzo Tiranni-Castracane da lui denominato "Mater Dei" per le opere e associazioni diocesane.
- Nuove chiese parrocchiali con annessi locali a Frontone, Pianello, Acquavia, Smirra.
- Realizzazione dell'opera "Don Orione" a Cagli per benefica donazione del comm. Paolo Ginevri.
- Centro di addestramento professionale (POA) a Pergola per opera di Ferdinando Baldelli.
- Complesso parrocchiale di Bellisio Solfare per interessamento del card. Francesco Roberti.
- Complesso scolastico a Piobbico, per opera del card. Pietro Palazzini.
- Nuovi edifici di scuole materne in tutte le frazioni più popolate delle due diocesi, realizzati per la generosità del comm. Michelangelo Virgillito.

## Onorificenze e riconoscimenti

### Cittadinanza onoraria
- Cittadinanza onoraria della città di Cagli (Consiglio Comunale di Cagli, Delibera n. 196 del 23.10.1978).

## Genealogia episcopale
La genealogia episcopale è:
- Cardinale Scipione Rebiba
- Cardinale Giulio Antonio Santori
- Cardinale Girolamo Bernerio, O.P.
- Arcivescovo Galeazzo Sanvitale
- Cardinale Ludovico Ludovisi
- Cardinale Luigi Caetani
- Cardinale Ulderico Carpegna
- Cardinale Paluzzo Paluzzi Altieri degli Albertoni
- Papa Benedetto XIII
- Papa Benedetto XIV
- Papa Clemente XIII
- Cardinale Marcantonio Colonna
- Cardinale Giacinto Sigismondo Gerdil, B.
- Cardinale Giulio Maria della Somaglia
- Cardinale Carlo Odescalchi, S.I.
- Cardinale Costantino Patrizi Naro
- Cardinale Lucido Maria Parocchi
- Papa Pio X
- Papa Benedetto XV
- Arcivescovo Ersilio Menzani
- Arcivescovo Umberto Malchiodi
- Vescovo Raffaele Campelli